# Aranzadi

Aranzadi (Arantzadi en euskera) es una zona de Pamplona (Navarra, España) situada al norte de la ciudad, en un meandro del río Arga, entre los barrios de la Rochapea y la Chantrea, perteneciendo administrativamente a este último. Está zona está dedicada a huertas y zonas verdes y de esparcimiento. Aranzadi está integrado en el Parque fluvial del río Arga.

## Ciudad Deportiva Aranzadi
Son unas instaliones deportivas de propiedad del Ayuntamiento de Pamplona, que han sido objeto en los últimos años de una profunda remodelación. Los autores del nuevo proyecto han querido desarrollar un parque recreativo que se integre de forma óptima en su entorno natural, la vez de ampliar la gama de servicios deportivos y de esparcimiento.

## Parque de Aranzadi
El Ayuntamiento de Pamplona convocó un concurso internacional para elegir el proyecto a llevar a cabo en la zona de Aranzadi, en la que se prevé crear el segundo parque más grande del área metropolitana de Pamplona, superado tan solo por la Vuelta del Castillo, el parque que rodea la Ciudadela de Pamplona. Según la alcaldesa de Pamplona y el presidente de la Mancomunidad de la Comarca de Pamplona, se pretende crear un parque "emblemático y no al uso". El 16 de junio de 2008 se comunicó el nombre de los seis estudios de arquitectura elegidos para la fase final del concurso, que deberían entregar su propuesta final antes del 15 de octubre de 2008.

## Comunicaciones
Líneas del Transporte Urbano Comarcal que transcurren por Aranzadi y lo unen con resto de Pamplona.
| | Transporte Urbano Comarcal de Pamplona Ir a la base de datos       | Transporte Urbano Comarcal de Pamplona Ir a la base de datos | Transporte Urbano Comarcal de Pamplona Ir a la base de datos | Transporte Urbano Comarcal de Pamplona Ir a la base de datos | Transporte Urbano Comarcal de Pamplona Ir a la base de datos |
| Línea | Trayecto                                                           | Horario 1 Laborables                                         | Horario 2 Sábados                                            | Horario 3 Festivos                                           | Frecuencia 1/2/3                                             |
| --- | ------------------------------------------------------------------ | ------------------------------------------------------------ | ------------------------------------------------------------ | ------------------------------------------------------------ | ------------------------------------------------------------ |
| 6 | Arrotxapea ↔ Unibertsitate Publikoa Rochapea ↔ Universidad Pública | 6:45 a 22:15                                                 | 6:30 a 22:20                                                 | 6:40 a 22:20                                                 | 15´/15´/20´                                                  |
| - Horario y frecuencia: 1. En las líneas diurnas laborables y en la nocturnas de domingo a jueves 2. En las líneas diurnas sábados no festivos y en las nocturnas viernes (excepto vísperas de festivos) 3. En las líneas diurnas festivos y en las nocturnas sábados - Durante las fiestas de San Fermín el servicio suele cambiar. |                                                                    |                                                              |                                                              |                                                              |                                                              |